# Liste in der Slowakei vorhandener Dampflokomotiven
Dies ist eine Liste erhaltener Dampflokomotiven auf dem Gebiet der Slowakei.
Diese Seite wird mit dem Projekt Lokstatistik von Josef Pospichal abgestimmt.

## Normalspurlokomotiven
| Foto | Nummer oder Name | Bauart / Achsfolge | Hersteller | Fabrik- nr. | Baujahr | Historie                                                                       | Eigentümer / Betreiber / Strecke | Standort                                   | Bemerkungen |
| ---- | ---------------- | ------------------ | ---------- | ----------- | ------- | ------------------------------------------------------------------------------ | -------------------------------- | ------------------------------------------ | --- |
|      | ČSD 310.097      |                    | BMMF       | 67          | 1901    | kkStB 19798 → 97.198                                                           |                                  | Bratislava                                 | |
|      | ČSD 310.0107     |                    | KrLi       | 4776        | 1902    | kkStB 29714 → 97.214                                                           |                                  | Bratislava                                 | |
|      | ČSD 310.0123     |                    | KrLi       | 5128        | 1904    | kkStB 29734 → 97.234 → ČSD 310.0123 → DRB 98 7032 → PKP → ČSD                  |                                  | Nové Zámky → Bratislava                    | |
|      | ČSD 310.433      |                    | Bp         | 957         | 1896    | MÁV 5495 → 377,313                                                             |                                  | Vrútky                                     | |
|      | ČSD 310.442      |                    | Bp         | 1165        | 1897    | MAV 5556 → 377,374                                                             |                                  | Tvrdošovce                                 | [ 3 ] |
|      | ČSD 310.443      |                    | Arad       | 30/98       | 1898    | MÁV 5562 → 377,380                                                             |                                  | Denkmallokomotive Bahnhof Čierna nad Tisou | |
|      | ČSD 310.507      |                    | Bp         | 1347        | 1899    | KOB 527                                                                        |                                  | Liptovský Mikuláš → Vrútky → Bratislava    | Die 310.507 und die 310.513 sind die beiden einzigen erhaltenen Dampflokomotiven der Kaschau-Oderberger-Bahn                                                          |
|      | ČSD 310.513      |                    | Bp         | 497         | 1893    | KOB 533                                                                        |                                  | Vrútky                                     | Die 310.507 und die 310.513 sind die beiden einzigen erhaltenen Dampflokomotiven der Kaschau-Oderberger-Bahn                                                          |
|      | 3614             |                    | ČKD        | 3614        | 1957    | Type 1435 CS 400                                                               |                                  | Zilina                                     | |
|      | ČSD 331.019      |                    | Bp         | 3732        | 1915    | MÁV 375,526                                                                    |                                  | Bratislava                                 | |
|      | ČSD 331.037"     |                    | Bp         | 5984        | 1949    | MÁV 375,666                                                                    |                                  | Bratislava                                 | |
|      | ČSD 354.1178     |                    | Sko        | 680         | 1931    |                                                                                |                                  | Zvolen                                     | |
|      | ČSD 387.017      |                    | Sko        | 760         | 1932    | ČSD 387.017                                                                    |                                  | Bratislava                                 | |
|      | ČSD 387.019      |                    | Sko        | 762         | 1932    | ČSD 387.019                                                                    |                                  | Bratislava                                 | |
|      | ČSD 399.005      |                    | Sko        | 1000        | 1939    | LG Gp 25 ČSD 399.005                                                           |                                  | Zvolen → Bratislava                        | In Reparatur |
|      | ČSD 422.012      |                    | Flor       | 1502        | 1902    | kkStB 17823 → kkStB 178.23 → ČSD 422.012                                       |                                  | Zvolen                                     | |
|      | ČSD 422.0108     |                    | BMMF       | 346         | 1909    | Nesamyslice - Morkovice 410.02 → ČSD 422.002 → ČSD 422.905                     |                                  | Zvolen                                     | |
|      | ČSD 431.014      |                    | Flor       | 16084       | 1944    | SZ 431.014 → ČSD 431.014                                                       |                                  | Humenné                                    | [ 5 ] |
|      | ČSD 433.008      |                    | ČKD        | 2405        | 1948    | ČSD 433.008                                                                    |                                  | Zvolen                                     | |
|      | ČSD 433.023      |                    | ČKD        | 2420        | 1948    | ČSD 433.023                                                                    |                                  | Vrútky                                     | |
|      | ČSD 434.128      |                    | BMMF       | 808         | 1920    | ČSD 270.28                                                                     |                                  | Bratislava                                 | |
|      | ČSD 434.2338     |                    | BMMF       | 646         | 1917    | kkStB 170.560 → ČSD 434.0226 → DRB 56 3321 → ČSD 434.0500 → 1946: ČSD 434.2338 |                                  | Haniska (pri Košiciach)                    | Die derzeitige Lokomotive entstand im Jahr 1946 durch Umbau aus der Lokomotive ČSD 434.0500 ex kkStB 170.560. Die Lokomotive ist seit April 2023 wieder betriebsfähig |
|      | ČSD 464.001      |                    | ČKD        | 1618        | 1933    | ČSD 464.001                                                                    |                                  | Prievidza                                  | |
|      | ČSD 475.196      |                    | Sko        | 2619        | 1950    |                                                                                |                                  | Vrútky                                     | |
|      | ČSD 475.1130     |                    | Sko        | 2653        | 1950    |                                                                                |                                  | Vrútky                                     | |
|      | ČSD 477.013      |                    | ČKD        | 3012        | 1950    | ČSD 476.113                                                                    |                                  | Poprad                                     | betriebsfähig |
|      | ČSD 486.007      |                    | Sko        | 815         | 1936    |                                                                                |                                  | Vrútky                                     | Die Lokomotive wird auch „Grüner Anton“ genannt (tschechisch/slowakisch „Zelený Anton“)                                                                               |
|      | ČSD 486.008      |                    | Sko        | 568         | 1938    |                                                                                |                                  | Bratislava                                 | |
|      | ČSD 498.104      |                    | Sko        | 3055        | 1955    |                                                                                |                                  | Bratislava                                 | |
|      | ČSD 524.1117     |                    | Sko        | 733         | 1931    |                                                                                |                                  | Vrútky                                     | |
|      | ČSD 534.0471     |                    | Sko        | 1778        | 1947    |                                                                                |                                  | Bratislava                                 | |
|      | ČSD 555.3008     |                    | Sko        | 1523        | 1943    | DRB 52 7447 → ČSD 555.0554 → 555.008                                           |                                  | Bratislava                                 | |
|      | ČSD 555.3254     |                    | Flor       | 16913       | 1944    | DRB 52 7565 → SZD TE-7565 → ČSD 555.0254                                       |                                  | Bratislava                                 | |
|      | JDŽ 33-032       |                    | He         | 27938       | 1944    | HDŽ 30-017 → JDŽ 33-032 → ´91 → Museum Straßhof ´06 → Bratislava               |                                  | Bratislava                                 | |
|      | ČSD 556.036      |                    | Sko        | 2803        | 1952    |                                                                                |                                  | Bratislava                                 | betriebsfähig |
|      | ČSD 556.039      |                    | Sko        | 2806        | 1952    |                                                                                |                                  | Plešivec                                   | Heizkessel K 748 |
|      | ČSD 556.0150     |                    | Sko        | 2917        | 1952    |                                                                                |                                  | Bánovce nad Ondavou                        | Heizkessel |
|      | ČSD 556.0207     |                    | Sko        | 2974        | 1953    |                                                                                |                                  | Leopoldov                                  | Heizkessel K 747 |
|      | ČSD 556.0235     |                    | Sko        | 3002        | 1953    |                                                                                |                                  | Filakovo                                   | Heizkessel K 788 |
|      | ČSD 556.0274     |                    | Sko        | 3168        | 1955    |                                                                                |                                  | Lucenec                                    | Heizkessel K 815 |
|      | ČSD 556.0288     |                    | Sko        | 3182        | 1955    |                                                                                |                                  | Trenčianska Teplá                          | Heizkessel K 791 |
|      | Džurka           |                    | KrMü       | 1082        | 1882    |                                                                                | Mlyn Veľký Šariš                 | Veľký Šariš                                | älteste erhaltene Dampflokomotive in der Slowakei |
|      |                  |                    | KrMa       | 15591       | 1936    | Bt 200                                                                         |                                  | Chvatimech                                 | |
|      |                  | C fl               | ČKD        | 2483        | 1948    |                                                                                | ex Elektrarna Trnava             | Eisenbahnmuseum Bratislava                 | [ 9 ] |
|      | 9                |                    | ČKD        | 3611        | 1957    | Type 1435 CS 400                                                               |                                  | Podbrezova                                 | |
|      | 10               |                    | ČKD        | 3664        | 1955    | Type 1435 CP 400                                                               |                                  | Podbrezova                                 | |
|      | 323.006          |                    | ČKD        | 3673        | 1957    | Type 1435 CP 400 327.006 → 323.006                                             |                                  | Zvolen                                     | |
|      |                  |                    | ČKD        | 3679        | 1957    | Type 1435 CP 600                                                               |                                  | Bratislava                                 | |
|      | 35 01 01         |                    | O&K        | 2911        | 1908    | KPEV T 3 → Zuckerfabrik Trnava                                                 |                                  | Denkmallokomotive Bahnhof Trnava           | |
|      | 4296             |                    | Flor       | 1787        | 1908    | MÁV TIVc 4296 → MÁV 40.006 → CFR 40.006                                        | Zahnradbahn Podbrezová–Tisovec   | Tisovec                                    | (Mit Ausnahme eines Ersatzteilspenders der gleichen Baureihe) einzige Zahnraddampflokomotive in der Slowakei                                                          |

## Schmalspurlokomotiven Bosnische Spur
| Foto  | Nummer oder Name | Bauart / Achsfolge | Hersteller | Fabrik- nr. | Baujahr | Historie                                                                     | Eigentümer / Betreiber / Strecke             | Standort                                                | Bemerkungen                             |
| ----- | ---------------- | ------------------ | ---------- | ----------- | ------- | ---------------------------------------------------------------------------- | -------------------------------------------- | ------------------------------------------------------- | --------------------------------------- |
|       | U37.006          | C1 n2t             | BMMF       | 285         | 1908    | kkStB U 41; kukHB; BHLB; ČSD                                                 |                                              | Denkmallokomotive vor dem Bahnhof Ružomberok            |                                         |
|       | U34.904          |                    | Bp         | 1879        | 1909    | Waldbahn Mereny/Nálepkovo 1 JÓZSEF FÜLÖP, ´37 → U.034, → ČHZ                 | Čiernohronská železnica                      | Čierny Balog angeschrieben mit ČHLD 2                   | [ 10 ]                                  |
| \| \| | -                |                    | Bp         | 2211        | 1908    | Holzhandels AG Szolyva RICA; ´38 → Gipswerke Spišska N. Ves; ´65 → Oščadnica | Historická lesná úvraťová železnica          | ´72 → Vychylovka                                        |                                         |
|       | U34.901          |                    | Bp         | 2282        | 1909    | ČHLD I → 3 → U34.902 → 2 → U34.901                                           | Historická lesná úvraťová železnica          | ´77 → Vychylovka                                        |                                         |
|       | U45.902          | D n2t              | Bp         | 4279        | 1916    | PLŽ 1 → U45.902                                                              | Freilichtmuseum Pribylina                    | Pribylina                                               |                                         |
|       | U45.903          | D n2t              | Bp         | 4280        | 1916    | PLŽ 2 → U45.903 → PLD 2                                                      | Čiernohronská železnica                      | Pribylina → Čierny Balog                                |                                         |
|       | 1                | D n2t              | Bp         | 4281        | 1916    | LŽOZ 1 → U45.9                                                               | Historická lesná úvraťová železnica          | Vychylovka                                              |                                         |
|       | U46.901          |                    | Bp         | 5277        | 1942    | ČHLD 6                                                                       | Čiernohronská železnica                      | ´93 → Čierny Balog                                      |                                         |
|       | U46.902          |                    | Bp         | 5278        | 1942    | PLZ U45.904 → U46.902                                                        | Freilichtmuseum Pribylina                    | Pribylina                                               |                                         |
|       | 3                | C n2t              | BrDa       | 166         | 1919    | (kukHB RIIIc 322); Chemiewerk Smolenica                                      |                                              | Marianka → Hronec, Privatsammlung (Nummer 5?)           |                                         |
|       | -                |                    | ČKD        | 1441        | 1928    | Žarnovice GONTKULÁK; ´50 → LZOZ 15233                                        | Oravská lesná železnica                      | Vychylovka, ab 2011 → Oravská lesná železnica           |                                         |
|       | 14               |                    | ČKD        | 2140        | 1944    | Beroun KŽ 14                                                                 | Museumsbahn des Landwirtschaftsmuseums Nitra | Nitra                                                   |                                         |
|       | 3                |                    | ČKD        | 2209        | 1948    | Podbrezova                                                                   |                                              | Hronec                                                  |                                         |
|       | U36.001          |                    | ČKD        | 2495        | 1949    | Podbrezova 7                                                                 | Museumsbahn des Landwirtschaftsmuseums Nitra | Nitra                                                   |                                         |
|       | U 175.43         |                    | ČKD        | 2607        | 1948    | Krivan; ´60 → Vigľaš                                                         |                                              | Vigľaš                                                  |                                         |
|       | 1                |                    | ČKD        | 2609        | 1948    | Topolčianok; ČHLD 1 → U35.901                                                | Čiernohronská železnica                      | Čiernohronská železnica                                 |                                         |
|       | 7                |                    | ČKD        | 2610        | 1948    | Žarnovica; ČHLD 7 III → U35.903                                              | Čiernohronská železnica                      | Čierny Balog, Vydrovo                                   |                                         |
|       | 5                |                    | ČKD        | 2611        | 1948    | ČHLD 5 → U35.902                                                             | Čiernohronská železnica                      | Čierny Balog                                            |                                         |
|       | U 175.48         |                    | ČKD        | 2612        | 1948    | Topolčany Krivan; ´60 → Viglaš                                               | HLÚŽ Vychylovka (SK)                         | ´85-98 → Nitra; ´98 → Vychylovka                        |                                         |
|       | U25.001          |                    | ČKD        | 2985        | 1951    | Beroun KŽ 13                                                                 |                                              | Nitra                                                   |                                         |
|       | 222              | D n2t              | Hen        | 20036       | 1923    | Waldbahn Kamenica nad Cirochou                                               |                                              | Kamenica nad Cirochou                                   |                                         |
|       | -                |                    | Hen        | 20615       | 1926    | Ferrovia Prag HORNO I ´26 → LŽOZ 4                                           | Historická lesná úvraťová železnica          | Vychylovka Chmúra                                       |                                         |
|       | U47.002          | B'B n4vt           | Hoh        | 2788        | 1911    | SDŽ 394; ČSD                                                                 |                                              | Prešov Depot. Einzige Mallet-Lokomotive in der Slowakei |                                         |
|       | 23               |                    | KrLi       | 3806        | 1898    | Witkowitz XIX; Kladno                                                        |                                              | Banská Štiavnica                                        |                                         |
|       | U35.901          |                    | KrLi       | 7493        | 1918    | kukHB RIIIc 124; MŠLZ 2 (reko)                                               | Museumsbahn des Landwirtschaftsmuseums Nitra | Nitra                                                   |                                         |
|       | 154              |                    | Maf        | 15791       | 1940    | O.K.H. Berlin; ´65 → LŽOZ 154 → U45.907                                      | Historická lesná úvraťová železnica          | Vychylovka                                              |                                         |
|       | U45.905          |                    | O&K        | 5855        | 1912    | Spišska Bela; PLŽ U45.905                                                    | Freilichtmuseum Pribylina                    | Pribylina                                               |                                         |
|       | U46.003          |                    | Reg        | 604         | 1985    | CFF 764.407R „Maly Mamut“                                                    | Čiernohronská železnica                      | Čierny Balog                                            | jüngste Dampflokomotive in der Slowakei |
|       | Kc4-199 U44.901  |                    | Sko        | 2698        | 1950    | PLŽ                                                                          | Freilichtmuseum Pribylina                    | Liptovský Hrádok → Pribylina                            |                                         |
|       |                  |                    |            |             |         |                                                                              |                                              |                                                         |                                         |

## Schmalspurlokomotiven Meterspur
| Nummer (nach Kryšpín) | Foto | Bauart | Hersteller     | Fabrik- nr. | Baujahr | Herkunft    | Eigentümer                          | Standort | Bemerkungen                                                 |
| --------------------- | ---- | ------ | -------------- | ----------- | ------- | ----------- | ----------------------------------- | -------- | ----------------------------------------------------------- |
| U 36.003              |      | Cn2t   | Hagans, Erfurt | 174         | 1884    | GVT 3 → ČSD | Košická detská historická železnica | Košice   | älteste erhaltene Schmalspurdampflokomotive in der Slowakei |
| U 29.101 Krutwig      |      | Bn2t   | ČKD, Prag      | 4023        | 1958    | HDBS 373    | Košická detská historická železnica | Košice   | Typ ČKD 900 BS 200                                          |